# Skövde stadstrafik
Skövde stadstrafik i Skövde kommun  är ett busstrafiksystem som bedrivs av Västtrafik och körs av operatören Nobina. 

## Historia
Den 8 januari 2007 lades hela trafiken om till nuvarande koncept, men flera omläggningar har skett sedan dess. 

## Linjenät
| Linje | Sträckning                                                              | Trafikering                       |
| ----- | ----------------------------------------------------------------------- | --------------------------------- |
| 1     | Skultorp - Resecentrum Skövde - Högskolan - Ryds Centrum - Sjukhuset    |                                   |
| 2     | Sjukhuset - Billingehov - Resecentrum Skövde                            |                                   |
| 3     | Ryds Centrum - Resecentrum Skövde                                       | Endast måndag-fredag              |
| 4     | Hasslum - Mariesjö - Resecentrum Skövde - Billingehov - Trädgårdsstaden |                                   |
| 6     | Ryds Centrum - Stallsiken - Resecentrum Skövde                          |                                   |
| 7     | Resecentrum Skövde - Hentorp                                            | Linjen startade upp under 2012    |
| 8     | Resecentrum Skövde - Billingen                                          | Linjen startade upp under 2021    |
| 9     | Resecentrum Skövde - Arena Skövde - Billingen                           | Linjen startade upp under 2023    |
| 10    | Sjukhuset - Resecentrum Skövde - Hentorp - Skultorp                     | Linjen startade upp under 2019    |
| 12    | Skultorp - Volvo - Resecentrum Skövde - Sjukhuset                       | Endast högtrafik måndag-fredag    |
| 13    | Skultorp - Volvo - Ryds Centrum - Resecentrum Skövde - Sjukhuset        | Endast högtrafik måndag-fredag    |
| 21    | Resecentrum Skövde - Billingehus                                        | Anropsstyrd trafik, Måndag-Lördag |

## Bussarna
Trafiken körs främst med bussar av märkena Mercedes-Benz och Solaris. Samtliga bussar drivs av biogas. Under slutet av 2009 började man en ny satsning för att få flera att resa med stadstrafiken. Bussarna märktes upp med utvändig text "Stadsbussen Skövde", vilken har försvunnit sedan Västtrafik förnyat designen på bussarna. Hållplatsutrop och inre skyltning av nästa hållplats installerades och blev klart i april 2010.